# Heteralepas cantelli
Heteralepas cantelli is een rankpootkreeftensoort uit de familie van de Heteralepadidae. De wetenschappelijke naam van de soort is voor het eerst geldig gepubliceerd in 2004 door Buhl-Mortensen & Newman.